# Плайкард фон Геминген
Плайкард (Пликер, Блайкард, Бликер) фон Геминген (на немски: Pleikard (Plycker, Bleickard Blicker von Gemmingen; * ок. 1440 във Фюрфелд, част от Бад Рапенау; † 21 октомври 1515 в Геминген) е благородник от стария алемански рицарски род Геминген в Крайхгау в Баден-Вюртемберг от II. линия Геминген-Гутенберг, господар в Геминген и Гутенберг, до 1471 г. каноник в рицарския манастир Вимпфен.
Той е син на Ханс Богатия фон Геминген († 1490), маршал на Курпфалц, и съпругата му Катарина Ландшад фон Щайнах († сл. 1446), дъщеря на Дитрих II Ландшад фон Щайнах († 1439) и Катарина/Ирмгард (Берта) Кемерер фон Вормс († 1440). Внук е на Дитрих IV фон Геминген († 1414) и Елз фон Франкенщайн, дъщеря на Конрад III фон Франкенщайн († сл. 1397) и Ида фон Бикенбах († сл. 1370). Брат е на Дитер († 1467), Ханс († 1463) и Филип.
Плайкард е каноник в манастир Вимпфен. Понеже братята му Дитер, Ханс и Филип умират млади без мъжки наследници, той напуска духовната си кариера, основава своя фамилия и 1490 г. наследява баща си.
Плайкард е господар в Геминген, от 1449 г. в Гутенберг, също в Рьонигхайм, Видерн и други. През 1440 г. е амтман на Некарзулм, и ок. 1481 г. амтман на Вайнсхайм.
От 1483 до 1487 г. Плайкард е в дворцовия съд на Хайделберг. През 1486 г. той е направен на рицар в Аахен от Максимилиан I. През 1486 г. той се бие на служба на пфалцграф Филип, и в Ландсхутската наследствена война той е на страната на Курпфалц. През 1487 г. той участва в турнира във Вормс.
Плайкард фон Геминген умира на ок. 75 години на 21 октомври 1515 г. в Геминген и е погребан там във фамилната гробница.

## Фамилия
Плайкард фон Геминген се жени пр. 14 септември 1477 или 1478 г. за Анна Кемерер фон Вормс-Далберг (* 1458; † 8 ноември 1503, Геминген, погребана в Опенхайм), дъщеря на Волфганг III Кемерер фон Вормс-Далберг (1426 – 1476) и Гертруд Грайфенклау цу Фолрадс († 1502). Анна е сестра на прочутия Йохан XX фон Далберг (1455 – 1503), епископ на Вормс (1482 – 1503), 1482 г. канцлер на Курпфалц, на кмет Фридрих VI фон Далберг (1459 – 1506) и на Волфганг VI фон Далберг (1473 – 1522), амтман в Опренхайм. Те имат децата:
- Гертруд фон Геминген-Фюрфелд († сл. 21 октомври 1515), омъжена за Дитер VI фон Хандшухсхайм
- Анна фон Геминген (* ок. 1479; † 1504, Опенхайм), омъжена ок. 1496 г. за Ханс фон Волфскелен (* ок. 1455 – 1460; † 15 декември 1505, Опенхайм)
- Плайкард фон Геминген, убит във Фландрия
- Райнхард фон Геминген, убит във Фландрия
- Ханс фон Геминген († ок. 1549), домхер във Вормс
- Дитер фон Геминген († 1526), женен за Урсула фон Нипенбург († 1533)
- Георг фон Геминген († 1503)
- Филип фон Геминген († 1544), женен за Агнес Маршал фон Остхайм
- Волф фон Геминген (* ок. 1479; † 14 февруари 1555, Геминген), женен 1520 г. за Анна Маршалк фон Остхайм (* ок. 1500; † 27 декември 1569, Геминген)